# Enfants de Chine

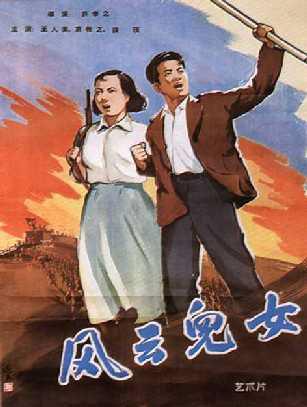
Affiche du film.

Enfants de Chine, Children of Troubled Times, aussi connu sous le titre Fēngyún Érnǚ, Scenes of City Life, Children of the Storm, est un film patriotique chinois sorti en 1935. Il est connu pour être à l'origine du chant La Marche des Volontaires, devenu hymne national chinois provisoire en 1949.

## Synopsis
En 1931, la Mandchourie a été envahie par les japonais. Le jeune poète Xin Baihe fuit Shanghai avec son ami Liang, qui rejoint bientôt la résistance contre l'envahisseur. Xin choisit de poursuivre une relation avec une veuve de Qingdao aux mœurs occidentalisées. Apprenant la mort de Liang, Xin change d'avis et se précipite pour rejoindre l'effort de guerre.

## Fiche technique
- Titre original : 风云儿女
- Réalisation : Xu Xingzhi
- Scénario : Tian Han, Xia Yan
- Musique : Nie Er
- Production : Diantong Film Company
- Durée : 90 minutes
- Date de sortie : 24 mai 1935

## Distribution
- Yuan Muzhi : Xin Baihua
- Wang Renmei : Ah Feng
- Menghe Gu : Liang Zhifu